# Atomic Eden
Atomic Eden es una película estadounidense de acción, aventura y suspenso de 2015, dirigida por Nico Sentner, que a su vez la escribió junto a Dominik Starck, musicalizada por Ingo Hauss, en la fotografía estuvo Carolina Rath y Nico Sentner, los protagonistas son Fred Williamson, Mike Möller y Hazuki Kato, entre otros. El filme fue realizado por Generation X Group Film- & Medienproduktion, Michael Schmidt Filmproduktion y Po’ Boy Productions; se estrenó el 12 de noviembre de 2015.

## Sinopsis
Atrapado en el interior de un viejo complejo minero, en algún sitio de Chernobyl, varios cazarrecompensas internacionales tienen que juntarse para enfrentar a un ejército de locos. Ellos son 8, los otros son 800.